# 新通村
新通村（しんどおりむら）は、かつて新潟県西蒲原郡にあった村。1901年11月1日の編入合併によって消滅し、現在は新潟市西区の一部となっている。
以下の記述は合併直前当時の旧新通村に関しての記述であり、現在では名称等が異なる場合がある。なお、ここに記述されていない内容に関しては新潟市などの記事を参照。

## 沿革
- 1889年（明治22年）4月1日 - 町村制施行に伴い西蒲原郡新通村古新田、高山村外新田、新通村古新田受、槇尾村受、高山村受、五十嵐浜村受、坂井村受、丸潟新田、向島新田、築千坊新田、嘉礼木新田、玄的新田、槇尾村、高山村、笠木村が合併し、新通村が発足。
- 1901年（明治34年）11月1日 - 村域を二分割し、次のとおり近隣自治体と合併して消滅。
  - 大字新通・新通受・高山受・槇尾受・五十嵐受・坂井受・丸潟・向島・築千坊・嘉礼木・玄的 → 西蒲原郡上坂井輪村、下坂井輪村、新貝村と合併し坂井輪村を設置
  - 大字笠木・高山・槇尾 → 西蒲原郡中野小屋村、河西村と合併し中野小屋村を新設

## 地域
新通村は、合併した村名を継承する以下の大字で構成される。
新通（しんどおり）
1889年（明治22年）まであった新通村古新田の区域。現在の新潟市西区新通。
槇尾（まきお）

1889年（明治22年）まであった槇尾村の区域。現在の新潟市西区槇尾。
高山（たかやま）
1889年（明治22年）まであった高山村の区域。現在の新潟市西区高山。
笠木（かさぎ）

1889年（明治22年）まであった笠木村の区域。現在の新潟市西区笠木。
新通村古新田受（しんどおりむらこしんでんうけ）
1889年（明治22年）まであった新通村古新田受の区域。
槇尾村受（まきおむらうけ）
1889年（明治22年）まであった槇尾村受の区域。
高山村受（たかやまむらうけ）
1889年（明治22年）まであった高山村受の区域。
五十嵐浜村受（いからしはまむらうけ）
1889年（明治22年）まであった五十嵐浜村受の区域。
坂井村受（さかいむらうけ）
1889年（明治22年）まであった坂井村受の区域。
丸潟新田（まるがたしんでん）
1889年（明治22年）まであった丸潟新田の区域。
向島新田（むこうじましんでん）
1889年（明治22年）まであった向島新田の区域。
築千坊新田（ちくぜんぼうしんでん）
1889年（明治22年）まであった築千坊新田の区域。
嘉礼木新田（かれきしんでん）
1889年（明治22年）まであった嘉礼木新田の区域。
玄的新田（げんてきしんでん）
1889年（明治22年）まであった玄的新田の区域。